# Комитеты по связям за демократию и социализм
Комитеты по переписке за демократию и социализм (англ. Committees of Correspondence for Democracy and Socialism (CCDS)) — демократическая социалистическая группа в США, возникшая в 1991 году как Комитеты по переписке, умеренная группировка в Коммунистической партии США (КП США). Названная в честь комитетов по переписке, сформированных во время американской революции, группа критиковала руководство президента КП США Гаса Холла и утверждала, что в свете распада Советского Союза партия должна отвергнуть ленинизм и принять многонаправленную демократическую социалистическую ориентацию. Партия продолжает считать себя марксистской.
Бывший чиновник КП США Гил Грин, а также известные активисты, такие как Пит Сигер и Анджела Дэвис, возглавили реформистское движение в декабре 1991 года на национальном съезде. Не сумев победить большинство членов КП США, группа покинула партию. Он проводил конференции для создания новой организации, которая привлекала независимых левых и социалистов, не входящих в традицию КП США, или тех, кто ранее покинул партию из-за её политики.
В 2000 году группа сменила название на Комитеты по переписке за демократию и социализм. CCDS допускает двойное членство в Демократических социалистах Америки, Социалистической партии США и Коммунистической партии США.